# Студентське турне
Студентське турне (англ. Student Tour) — американський мюзикл режисера Чарльза Райснера 1934 року.

## Сюжет
Студентське турне веслувальників знаходиться в небезпеці, тому що професор філософії планує завалити на іспиті всю команду. Але Енн, племінниця професора, вирішує допомогти їм.

## У ролях
- Джиммі Дюранте — Хенк Мерман, тренер екіпажу
- Чарльз Баттерворф — Етельред Ліппінкотт — професор філософії
- Максін Дойл — Енн Ліппінкотт, племінниця професора
- Філ Ріган — Боббі Кейн — капітан екіпажу
- Дуглас Фоулі — Маші
- Нельсон Едді — Сінгер
- Флорін МакКінні — Ліліт
- Монте Блу — Джефф Кейн, брат Боббі